# Alex Mastromarino
Alex Mastromarino, all'anagrafe Alessandro Mastromarino (Cecina, 16 gennaio 1980), è un attore teatrale, cantante e ballerino italiano noto soprattutto come interprete di musical.

## Biografia
Studia all’accademia MTS a Milano fino al 2004.
Ha recitato per la Compagnia della Rancia nelle produzioni italiane dei musical The Producers con Enzo Iacchetti, Grease per la regia di Federico Bellone dal 2006 al 2008 e nel 2010 è Abu nel musical di Stefano D'Orazio e dei Pooh Aladin con Manuel Frattini.
Nel 2016 e 2017 interpreta Frankie Valli nel musical Jersey Boys, nel tour italiano e per un mese a Parigi; per la sua interpretazione vince l'Italian Musical Award come "miglior attore protagonista" nel 2016 e il Premio Persefone come "migliore attore musical" nel 2017. Il tour viene replicato nel 2018 con 11 spettacoli in diverse regioni italiane e in Svizzera.
Nel 2017 vince il Festival Internacional da Canção Da Serra Da Estrela, tenutosi nella cittadina di Seia in Portogallo, con la canzone da lui scritta e interpretata Nothing can stop the run.
Dal 2012 è vocal coach presso la Wos Academy 2.0 a Livorno. 

## Teatro
- The Producers
- Grease, regia di Federico Bellone (2006-2008)
- Aladin con Manuel Frattini
- Jersey Boys (2016-2017)

## Riconoscimenti
- 2016 – Italian Musical Award
  - miglior attore protagonista[2]
- 2017 – Premio Persefone
  - miglior attore musical[2]
- 2017 – Festival Internacional da Canção Da Serra Da Estrela
  - per la canzone Nothing can stop the run[5][6]